# Зайд ибн Шакер
Зайд ибн Шакер (араб. زيد بن شاكر‎;
4 сентября 1934, Амман — 30 августа 2002, Амман) — премьер-министр Иордании с 27 апреля по 6 декабря 1989 года, с 21 ноября 1991 года по 20 мая 1993 года и с 8 января 1995 года по 4 февраля 1996 года.
Хашимит, потомок шарифов Мекки XV века. Шестиюродный дядя короля Хусейна. Больше 12 лет был главнокомандующим иорданских вооружённых сил и имел звание фельдмаршала. Командовал войсками своей страны в Шестидневной войне 1967 года.
В 1951 году начал учёбу в колледже Виктория в Александрии, где учился вместе с будущим королём Хусейном, с которым подружился. В 1955 году продолжил образование (снова вместе с Хусейном) в Королевской военной академии в Сандхёрсте. В 1964 году прошёл военный курс в штабном колледже в Форт-Ливенуорте (США).
С 1953 года на военной службе. В 1955—1957 годах военный помощник при короле Хусейне. В 1957—1958 годах был помощником военного атташе иорданского посольства в Великобритании. В 1963—1964 командир пехотного полка. С 1964 по 1970 год — командир танковой бригады и танковой дивизии в чине полковника и бригадного генерала. В ходе Шестидневной войны 1967 года воевал в Восточном Иерусалиме, где потерпел поражение, однако восстановил свою репутацию (в том числе и личной храбростью на поле боя) в марте 1968 года, когда помог палестинским партизанам отразить массированный налет Израиля на Караме. В ходе боёв с палестинцами в сентябре 1970 года так ярко проявил себя, что специальный отряд боевиков ООП в отместку расстрелял его сестру Джоззу.
В августе 1970 года назначен заместителем начальника, с 1972 начальником генерального штаба, с 5 марта 1973 года одновременно советник короля. В 1976—1988 годах главнокомандующий вооружёнными силами страны. С декабря 1988 по апрель 1989 года начальник королевской канцелярии и советник короля по делам вооружённых сил.
В июне 1987 года стал фельдмаршалом, а 4 февраля 1996 года был пожалован личным титулом принца (амир) с титулованием Высочество.
Трижды занимал пост премьер-министра (одновременно министр обороны). Первый раз занял свой пост после отставки кабинета Зайда ар-Рифаи, вызванного мощными антиправительственными выступлениями, начавшихся после повышения цен на товары первой необходимости. Основной задачей кабинета считал борьбу с протекционизмом и коррупцией, а также подготовку первых за 22 года парламентских выборов. Он возродил многопартийную систему, отменённую в 1957 году, начал отмену ограничений для прессы и отменил военное положение, действовавшее после первой арабо-израильской войны 1948 года.
С 7 декабря 1989 года и с мая 1993 года председатель Королевского хашимитского суда.
В 1970-х и 1980-х годах использовал своё влияние для облегчения экономического кризиса в Газе. В 1991 году заключил договор с иорданским отделением ХАМАС. В 1995 году вместе с Я. Арафатом подписал соглашение о сотрудничестве Иордании и ООП.
В ходе своего третьего премьерства лично добился прощения иорданского долга перед США в 700 млн долларов.
Был военным советником сына Хусейна, будущего короля Абдаллы.
Свободно владел английским, французским, итальянским и испанскими языками. Считался близким другом короля Хусейна, искусным политиком и специалистом по военным и международным вопросам.
Умер в своём дворце в Аммане.
Похоронен на Королевском кладбище в Аммане.